# Federazione calcistica del Ruanda
La Federazione calcistica del Ruanda (fra. Fédération Rwandaise de Football Amateur, acronimo FERWAFA) è l'ente che governa il calcio in Ruanda.
Fondata nel 1972, si affiliò alla FIFA nel 1978 e alla CAF nel 1976. Ha sede nella capitale Kigali e controlla il campionato nazionale, la coppa nazionale e la Nazionale del paese.